# Georges Bertier
Pour les articles homonymes, voir Berthier.
Georges Bertier (1877-1962) est un pédagogue français.

## Biographie
Georges Bertier naît le 24 septembre 1877 à Nancy. Il est l'arrière petit-fils d'Antoine Bertier, homme politique libéral, affairiste et exploitant agricole lorrain. 
Étudiant en lettres et sciences à Nancy, il va à Paris pour suivre des cours en et au Collège de France. Il est président de la Réunion des étudiants en 1897.
Il consacre sa vie à la direction d'un établissement scolaire, l'École des Roches, à la pédagogie et au scoutisme. Dans les années 1960, Georges Bertier reçoit les Palmes académiques des mains de Maurice Herzog, alpiniste et ministre de la Jeunesse et des Sports.
Après avoir servi l'éducation et le scoutisme jusqu'au bout, il meurt  le 12 janvier 1962 en son domicile dans le 5e arrondissement de Paris.

### L'École des Roches
Proche d'Edmond Demolins qui créa en 1899 l'École des Roches, école privée d'inspiration britannique ayant pour finalité affichée la formation des « nouvelles élites ».
Séduit par les idées de Demolins sur l'éducation active, Bertier devint professeur puis directeur de l'École des Roches jusqu'en 1944. Influencé par le suisse Adolphe Ferrière il en fait un établissement de réputation internationale ouvert sur le monde et favorisant le développement du caractère de ses élèves. Avec lui la finalité de la formation passe de l'idéal élitiste au struggle for life à celui du chef social, meneur d'homme.
À la pointe de l'éducation nouvelle basée sur l'autodiscipline et la responsabilisation du jeune, il fonde la revue « l'Éducation » en 1909 et joue un rôle dans le syndicalisme. Il introduit largement les activités physiques dans l'école, principalement sous la forme de la méthode naturelle de Georges Hébert. Père du mari de la fille aînée de Jérôme Carcopino il joue un rôle dans la définition de la politique de la jeunesse dans les débuts de Vichy.

### Le scoutisme
Ce pédagogue est naturellement attiré par le scoutisme qu'il expérimente à l'École des Roches dès mars 1911, date où il fonde une troupe d'éclaireurs. À la fin 1911, il rencontre Nicolas Benoit et participe à la naissance des Éclaireurs de France, association dont il est vice-président dès 1913 puis président de 1921 à 1936 où il est remplacé par Albert Châtelet, recteur d'académie. EN 1941-1942, il plaide à Vichy pour une sorte de scoutisme scolaire.
Veuf en 1945, sa seconde femme, Renée Sainte-Claire Deville, organise la branche cadette des éclaireuses, les « Petites ailes ».
Catholique pratiquant, proche du Sillon de Marc Sangnier, le « Vieux Loup des Roches » démissionne des EDF en 1952 ne pouvant accepter l'abandon du neutralisme conforme à la doctrine de Robert Baden-Powell pour la laïcité militante. L'orientation anticolonialiste que prend alors le mouvement choque également ce patriote traditionnel. En 1952, il devient président des Éclaireurs neutres de France (ENF) où il est suivi par nombreux cadres provinciaux qui assurent l'essor de ce jeune mouvement fondé en 1947.

## Distinctions
- Chevalier de l'ordre des Palmes académiques

### Ouvrages
- Georges Bertier, L'École des Roches, Éditions du Cerf, coll. « Les Sciences et l'Art de l'éducation », Juvisy, 1934.
- Collectif, « L’École des Roches : Un creuset d'éducation nouvelle », Les Études sociales, no 127-128, 1998.
- Edmond Demolins, L'Éducation nouvelle : L'École des Roches, Librairie Firmin Didot, 1898.
- Nathalie Duval, L'École des Roches : Une école nouvelle pour les élites, Éditions Belin, coll. « Histoire de l'éducation », Paris, 2009  (ISBN 978-2-7011-4780-2) Prix Gossier 2009 de l'Académie des sciences, belles-lettres et arts de Rouen.
- Nathalie Duval, « Le Rayonnement international de l'école des Roches : 1899-1999 », dans Études normandes, no 4, 1999, pp. 35-62.
- Nathalie Duval, « Le Réseau des formations scolaires : L'Exemple de l'école des Roches », dans Marc Fumaroli, Gabriel de Broglie et Jean-Pierre Chaline (dir.), Élites et sociabilité en France, Paris, Éditions Perrin, 2003, pp. 185-199
- Nathalie Duval, « L'Adolescence des élites à l'école des Roches : Capitanat, sport et spiritualité (de 1899 à 1965) », dans Jean-Pierre Bardet, Jean-Noël Luc, Isabelle Robin-Romero et Catherine Rollet (dir.), Lorsque l'enfant grandit : Entre dépendance et autonomie, colloque organisé à la Sorbonne du 21 au 23 septembre 2000, Presses de l'université Paris-Sorbonne, 2003, pp. 559-572.
- Nathalie Duval et Patrick Clastres, « Bien armé pour la vie ou Français je suis : Deux modèles scolaires concurrents : L’École des Roches et le Collège de Normandie », dans Les Études sociales, no 137, 1er semestre 2003, pp. 21-35.
- Nathalie Duval, « L’École des Roches dans les années 1960 : Une institution en crise », dans :  Annick Ohayon, Dominique Ottavi et Antoine Savoye (dir.), L’Éducation nouvelle : Histoire, présence et devenir, Peter Lang, coll. « Exploration », Berne, 2004, pp. 271-295.
- Nathalie Duval, « De l'école des Roches à l'outre-mer : Formation et parcours d'élites françaises (de 1899 à 1950) », dans Sarah Mohamed-Gaillard et Marie Romo-Navarrete (dir.) Des Français d'outre-mer, Presses de l'université Paris-Sorbonne, coll. « Roland Mousnier », 2004.
- Nathalie Duval, L’École des Roches et le Collège de Normandie : Des « écoles nouvelles » pour les élites de 1899 à 2006, thèse de doctorat en histoire, sous la direction de Jean-Pierre Chaline, Paris-IV-Sorbonne, novembre 2006.
- Nathalie Duval, « L'École des Roches : Phare français au sein de la nébuleuse de l'Éducation nouvelle (1899-1944) », dans Paedagogica Historica, vol. 42, no 112, 2006 [lire en ligne], pp. 63-75.
- Christian Pociello et Daniel Denis, A l'école de l'aventure, Presses Universitaires du Sport, Voiron, 2000,  (ISBN 2-912321-48-4).